# Берегану (комуна)
Берегану (рум. Bărăganu) — комуна у повіті Констанца в Румунії. До складу комуни входять такі села (дані про населення за 2002 рік):
- Берегану (1092 особи) — адміністративний центр комуни
- Лануріле (937 осіб)

Комуна розташована на відстані 189 км на схід від Бухареста, 19 км на південний захід від Констанци.

## Населення
У 2009 року у комуні проживали 1914 осіб.